# Rysum-Klasse
Die Rysum-Klasse ist eine Serie von Schleppern mit Eisbrechereigenschaften. Sie ist 1957 auf der Jadewerft für die damalige Wasser- und Schifffahrtsverwaltung gebaut worden.
Die Klasse besteht, soweit bekannt, aus den Schleppern Rysum (ENI 05401750, Baunummer 47) und Wilgum (ENI 05401600, Baunummer 50), beide benannt nach ostfriesischen Ortschaften.
Ein dritter Schlepper, die Huntetug (ENI 05402920), weist ähnliche Abmessungen auf, hat jedoch einen anderen Bug und ein größeres Ruderhaus.
Nach ihrem Einsatz für die Wasser- und Schifffahrtsverwaltung waren die Schlepper für verschiedene Eigner in Elsfleth registriert. Neben den üblichen Schleppaufgaben kamen sie aber auch weiterhin als Eisbrecher auf dem Mittellandkanal zum Einsatz.

## Verbleib
Die Rysum wurde zwischenzeitlich nach Zaandam verlegt. Die Wilgum wurde 2020 in Companos umbenannt und ist seit 2023 als Sophie in Emden registriert.